# Tufão Isa
O tufão Isa foi o primeiro de um recorde de onze super tufões a ocorrer durante a temporada de tufões no Pacífico de 1997. O segundo ciclone tropical da temporada, Isa, desenvolveu-se a partir de uma perturbação no cavado de monção perto das Ilhas Carolinas em 12 de abril. Ele se moveu erraticamente no início, embora depois de atingir o status de tempestade tropical tenha se curvado para o oeste devido à cordilheira subtropical ao norte. Isa se intensificou muito gradualmente e, em 20 de abril, o tufão atingiu o pico de ventos de 1 minuto de 270 km/h, conforme relatado pelo Joint Typhoon Warning Center; A Agência Meteorológica do Japão relatou ventos máximos de 155 km/h em 10 minutos. Depois de virar para o norte, acelerou para o nordeste e se fundiu com um ciclone extratropical maior em 24 de abril.
No início de sua duração, Isa causou chuvas leves e ventos moderados em Pohnpei. Mais tarde, uma faixa de chuva estacionária do tufão lançou fortes precipitações em Guam durante a estação seca. Danos na área de responsabilidade do Serviço Nacional de Meteorologia de Guam totalizaram $ 1 milhões  a maior parte devido a danos nas colheitas. Nenhuma morte foi relatada.

## História meteorológica
No início de abril, o cavado de monção se estabeleceu na Micronésia perto do equador. Uma área de convecção dentro do vale se desenvolveu nas Ilhas Carolinas em 9 de abril e se assemelhava às características de uma depressão de monção. Pouco tempo depois, uma grande, mas fraca circulação de baixo nível se formou dentro do sistema. O sistema derivou erraticamente por vários dias enquanto se organizava lentamente; o sistema passou por vários ciclos de desenvolvimento e perda de convecção. Em 11 de abril, o sistema manteve uma área persistente de convecção profunda bem organizada e, após um aumento no fluxo de saída de nível superior, o Joint Typhoon Warning Center (JTWC) classificou o sistema como depressão tropical 02W em 1800 UTC em 11 de abril. A forte influência das monções do oeste deixou a depressão à deriva e lentamente executando um loop para o noroeste. Com base em classificações de satélite suficientes, o JTWC atualizou a depressão para a tempestade tropical Isa no início de 12 de abril, enquanto estava localizada 105 km de Pohnpei. A Agência Meteorológica do Japão (JMA) classificou simultaneamente o sistema como uma depressão tropical e o atualizou para uma tempestade tropical no início de 13 de abril.
Com a cordilheira subtropical ao norte, Isa seguiu para o norte e gradualmente se curvou para o oeste. Ele se intensificou lentamente, por ser um grande ciclone tropical, e no final de 13 de abril o JTWC atualizou a tempestade para o status de tufão; ao mesmo tempo, JMA continuou a avaliar Isa como uma tempestade tropical mínima, e não a transformou em tufão até 16 de abril Isa manteve um movimento quase em direção ao oeste, embora os modelos de previsão de ciclones tropicais tenham antecipado uma rápida virada para o norte. O JTWC reconheceu o viés do modelo para o norte, que foi descrito como subanalisando a força da cordilheira subtropical. Em 16 de abril, o tufão atingiu a equivalência de categoria 3 ciclone tropical na escala de furacões Saffir-Simpson e, apesar de uma ameaça potencial para Guam, o tufão permaneceu 260 km ao sul da ilha. Ele gradualmente se curvou para o norte e, em 20 de abril, o JTWC classificou o super tufão Isa como atingindo ventos máximos de 1 minuto de 270 km/h. Neste ponto, Isa tornou-se um tufão anular, com um olho grande e uma falta de bandas de chuva em forma de espiral, enquanto se movia quase para o norte, através de uma fraqueza na cordilheira subtropical. Simultaneamente, a JMA avaliou o tufão como atingindo ventos máximos de 10 minutos de 155 km/h.
Pouco depois de atingir o pico de intensidade, Isa começou a enfraquecer e, em 21 de abril, caiu abaixo do status de "super tufão". Ele acelerou para o nordeste sob o fluxo das latitudes médias e o tufão enfraqueceu mais rapidamente; JMA rebaixou Isa para uma tempestade tropical em 22 de abril, que foi seguido pelo JTWC no dia seguinte, quando o cisalhamento do vento de nível superior aumentou. Às 06:00 UTC em 23 de abril, o JTWC emitiu o último aviso sobre o sistema, e no dia seguinte o Isa classificado pelo JMA se dissipou ao ser absorvido por uma faixa de nuvens de um grande ciclone extratropical a leste do Japão.

## Impacto

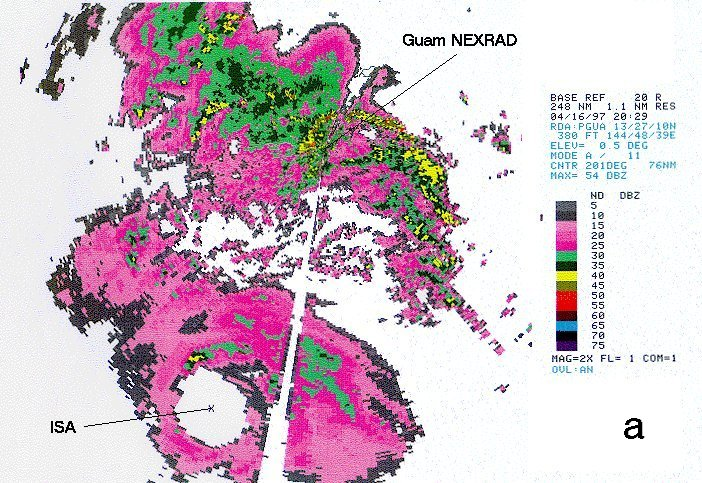
Tufão Isa visível de Guam NEXRAD

Isa afetou Pohnpei pela primeira vez como uma tempestade tropical em 12 de abril. Ao passar perto da ilha, a tempestade produziu ventos moderados em toda a ilha, com pico de 95 km/h. Os ventos derrubaram várias árvores e galhos de árvores que destruíram 40% das linhas de energia da ilha. Alguns edifícios relataram danos no telhado. Cerca de 15% das plantações em Pohnpei foram danificadas, incluindo perdas nas plantações de banana e fruta-pão. Após a passagem do tufão, o presidente dos Estados Federados da Micronésia, Jacob Nena, declarou Pohnpei como uma área de grande desastre devido aos danos do tufão Isa e subsequentes inundações; em 20 de abril, fortes chuvas causaram deslizamentos de terra generalizados e 19 fatalidades na ilha, embora não fossem parentes de Isa.
Em Guam, a ameaça do tufão Isa adiou um voo de Guam para Honolulu, no Havaí, por 48 horas. O voo foi o último da Operação Pacific Haven, que foi um esforço humanitário multimilionário para transportar mais de 6.600 Curdos em um asilo político no continente dos Estados Unidos. A ameaça do tufão também cancelou a primeira rodada do evento de golfe Omega Tour, que foi o segundo torneio de golfe profissional da história da ilha. Embora o tufão Isa tenha passado bem ao sul de Guam, uma de suas bandas de chuva externas parou na ilha, causando fortes chuvas de 15-15 cm em toda a ilha. A chuva foi bem-vinda, pois ocorreu durante a estação seca, e contribuiu amplamente para que as chuvas no Aeroporto Internacional de Guam estivessem 45% acima do normal no período entre janeiro e abril. A faixa de chuva também produziu rajadas de vento que chegaram a 86 km/h na Estação Aérea Naval da ilha; os ventos resultaram em quedas de energia esporádicas em toda a ilha. O tufão provocou alguns danos ligeiros em edifícios, nomeadamente na zona sul da ilha. A combinação de ventos e sal marinho causou danos às plantações de tomate, quiabo, pepino e soja da ilha.
Mais tarde, o tufão Isa deixou cair chuvas leves na ilha de Rota. Em seu caminho, os danos da tempestade totalizaram mais de $ 1 milhões. Nenhuma morte ou ferimento foi relatado.